# Plecopterodes mellifluodes
Plecopterodes mellifluodes là một loài bướm đêm trong họ Noctuidae.